# Ali Williams
Alexander James Williams, detto Ali (Auckland, 30 aprile 1981), è un ex rugbista a 15 neozelandese, seconda linea e campione del mondo nel 2011 con gli All Blacks.

## Biografia
Nato ad Auckland da genitori britannici emigrati (padre inglese e madre scozzese, il che lo rendeva idoneo a scegliere, oltre a quella degli All Blacks, anche altre due maglie nazionali), Ali Williams era inizialmente dedito al calcio, disciplina nella quale giocava come portiere.
Da estremo difensore della squadra della sua scuola superiore, il King's College di Auckland, scoprì il rugby a 17 anni, e nel 1999 passò alla squadra di rugby scolastica.
A 19 anni fu ingaggiato dalla provincia rugbistica di Auckland con cui esordì nel 2001; l'anno successivo esordì in Super Rugby nelle file dei Blues e, a fine 2002, dopo neppure due stagioni complete di rugby professionistico, fu convocato negli All Blacks per il loro tour di fine anno: l'esordio fu una sconfitta a Twickenham contro l'Inghilterra.
La stagione seguente Williams vinse il Super 12 con i Blues e a fine anno fu convocato per la Coppa del Mondo di rugby 2003 in Australia (dove la Nuova Zelanda giunse al 3º posto), al termine della quale il francese Thomas Castaignède lo inserì nella squadra ideale di quell'edizione di torneo.
Saltò gran parte della stagione successiva a causa di un infortunio al piede manifestatosi durante la Coppa del Mondo, fu disponibile solo a metà anno; nel 2005 fu in campo nella serie degli All Blacks contro i British Lions.
Prese parte alla Coppa del Mondo di rugby 2007 e per la stagione successiva, dopo un periodo travagliato ai Blues, firmò un biennale per la provincia di Tasman, afferente alla franchise dei Crusaders, per i quali scese in campo nel Super 14 2008, che la squadra di Christchurch si aggiudicò.
Tornato ai Blues nel 2009, dovette affrontare una nuova serie di infortuni e di operazioni al tendine di Achille che lo tennero fuori squadra finché, a fine 2010, la franchise lo cedette in prestito trimestrale in Inghilterra al Nottingham, club di seconda divisione, al fine di fargli recuperare la migliore condizione fisica; tornò in Nuova Zelanda in tempo per la chiamata nella rosa che prese parte alla Coppa del Mondo di rugby 2011; lì Williams disputò tutti i sette incontri in cui gli All Blacks furono impegnati e si laureò campione.
Dopo la Coppa del Mondo il Nottingham cooptò Williams nel suo consiglio direttivo, anche se un eventuale impiego come giocatore nel club è possibile solo dopo il 2012, in quanto fino a tale data Williams è vincolato con la federazione neozelandese.

## Palmarès
- Coppe del mondo: 1
Nuova Zelanda: 2011
- Super Rugby: 1
Blues: 2003
Crusaders: 2008
- National Provincial Championship: 4
Auckland: 2002, 2003, 2005, 2007
- Campionati francesi: 1
Tolone: 2013-14
- Heineken Cup: 1
Tolone: 2013-14
- Champions Cup: 1
Tolone: 2014-15